# Generix Group
Generix Group — французская компания, занимается разработкой программного обеспечения, сконцентрирована на рынке логистических услуг. Входит в топ-100 мировых ИТ-вендоров . Клиентами Generix Group являются предприятия, занятые в сфере производства, торговли и логистических услуг.

## История
Компания Generix основана Bernard Becquart в 1990 году на севере Франции.
Первоначально был разработан модуль управления бизнесом: управление продажами, закупками и запасами. Затем система была дополнена модулями управления финансами и логистикой.
После покупки фирмы Influe в 2007 году, компания меняет своё название на Generix Group, a ERP система на «Generix СЕ» (Collaborative Enterprise).
В ноябре 2007 года Generix объявила о приобретении решения Infolog.

## Продукты
Решения можно разделить на 4 категории, все решения поддерживают модель ведения бизнеса SaaS и реализуют интегрированную цепь поставок с концепцией «Flow Control Tower».

### Infolog
Управление логистикой предприятия.
- WM, управление складом
- TM Архивная копия от 26 октября 2013 на Wayback Machine, управление транспортом
- GT, отслеживание логистических потоков, Track and trace[англ.]
- GL, управление физическими потоками хранимых и кросс-док товаров и прогнозирование отбора товаров
- KPIs Cockpit, аналитика, управление событиями, KPI
- YM Архивная копия от 26 октября 2013 на Wayback Machine, управление складским двором
- LM Архивная копия от 5 октября 2013 на Wayback Machine, управление человеческими и нематериальными ресурсами
- EWR Архивная копия от 27 октября 2013 на Wayback Machine, управление пополнениями

### Influe
Управления интеграцией и инфраструктурой, взаимодействие с внешними клиентами B2B/A2A.
- EDI, электронный обмен данными
- WebEDI
- Web-портал
- Интеграция Архивная копия от 23 октября 2013 на Wayback Machine
- E-invoicing[фр.]

### Agil
Система управления магазином.

### Generix Collaborative Enterprise[фр.]
Система управления ресурсами предприятия.